# 니나 솔헤임
니나 솔헤임(노르웨이어: Nina Solheim, 본명: 조미선, 1979년 8월 4일 ~ )은 노르웨이의 대한민국 출신 태권도 선수이다. 2004년·2008년 하계 올림픽 태권도에 참가하였으며 2008년 하계 올림픽에서 은메달을 획득하였다.

## 생애
1979년 하동군에서 쌍둥이 여동생 조미옥과 함께 태어난 그녀는 생후 1년이 되기 전에 노르웨이에 입양되었고 남소스에서 성장하였다. 9살때에 그녀의 양아버지가 스스로 방어를 하기 위해 운동을 권했고, 그 후 태권도를 시작하였다. 동생인 모나도 태권도 선수이다.

## 선수 경력
2001년 제주도에서 열린 세계 태권도 선수권 대회에 처음으로 참가하였고 동메달을 획득하였다. 이 대회에서 생모를 처음으로 만났다. 2004년 하계 올림픽 태권도에도 참가하였다. 8강까지 진출하였지만 패배하였고 이때 생긴 부상으로 황경선과의 패자부활전에서 기권하였다. 이후 2008년 하계 올림픽에 출전하여 은메달을 획득하였다. 총 31개의 국제대회에 참전하여 62명을 상대하였고 37번 승리하였다.